# Natan Jakowlewitsch Ejdelman

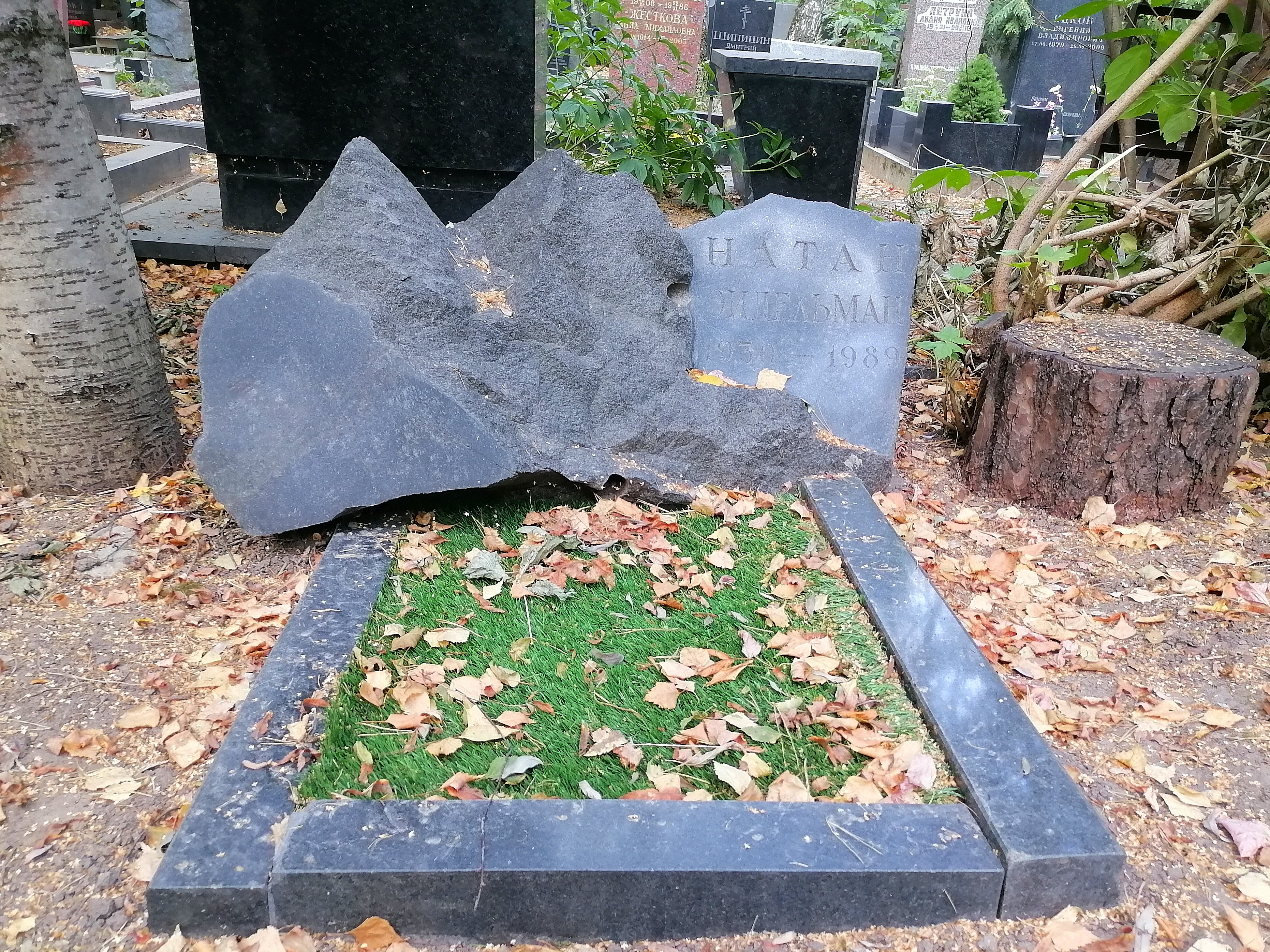
Grab von Natan Jakowlewitsch Ejdelman auf dem Kunzewoer Friedhof in Moskau

Natan Jakowlewitsch Ejdelman (russisch Натан Яковлевич Эйдельман, wiss. Transliteration Natan Jakovlevič Ėjdel'man; geb. 18. April 1930 in Moskau; gest. 29. November 1989 ebenda) war ein sowjetischer Schriftsteller und Historiker.
Insbesondere wandte er sich der Epoche der „Dekabristen“ (erste Hälfte des 19. Jahrhunderts) zu (Verschwörung gegen den Zaren. Köln: Pahl-Rugenstein, 1984) und erforschte Leben und Werk des russischen Philosophen, Schriftstellers und Politemigranten Alexander Herzen.
Er schrieb verschiedene biographische Werke, darunter über Leben und Werk von Alexander Puschkin, die Dekabristen Sergei Murawjow-Apostol und Michail Lunin sowie den Historiker Nikolai Michailowitsch Karamsin.
Das Buch über Lunin und sein Buch Twoi XIX wek (russisch Твой XIX век / Tvoj XIX vek „Ihr 19. Jahrhundert“) fanden Aufnahme in der russischen Leseempfehlungsliste „100 Bücher für Schüler“.
Natan Jakowlewitsch Ejdelman starb im November 1989 im Alter von 59 Jahren in Moskau und wurde auf dem dortigen  Kunzewoer Friedhof beigesetzt.